# Investidura presidencial de Jimmy Carter

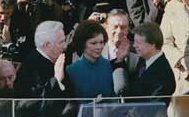
Toma de posesión de Jimmy Carter el 20 de enero de 1977, Washington D. C.

La investidura Jimmy Carter de 1977 como el trigésimo noveno presidente de los Estados Unidos tuvo lugar el 20 de enero de 1977, el presidente de la Corte Suprema Warren E. Burger tomó el juramento del cargo de Carter. junto al Vicepresidente Walter Mondale F, el juramento fue presedido por el Presidente de la Cámara de Representantes de los Estados Unidos Tip O'Neill.